# Billy MacKinnon (Filmproduzent)
Billy MacKinnon (* 5. Januar 1953 in Glasgow als William MacKinnon) ist ein britischer Drehbuchautor, Filmproduzent und Dichter.

## Leben und Karriere
Er schrieb und produzierte Filme wie Sweetie, Small Faces (mit seinem Bruder Gillies MacKinnon) und Marrakesch. Er redigierte zahlreiche Spielfilmdrehbücher, darunter auch Jane Campions Das Piano und gewann mehrere internationale Filmpreise wie Bester Britischer Film in Edinburgh sowie den Rotterdam Tiger für Bester Europäischer Film. Als Produzent und Autor hatte er zudem zwei Kinospielfilme im offiziellen Wettbewerb in Cannes. Sein letztes Kurzfilmdrehbuch Aufzug - The Lift unter der Regie von Emily Kuhnke gewann beim Wild Rose Independent Film Festival 2013 den Wild Rose Award für das beste Drehbuch.

## Filmographie
- 1989: Sweetie (Koproduzent, Dramaturg)
- 1990: The Last Crop (Produzent)
- 1993: Das Piano (Dramaturg) (The Piano)
- 1996: Small Faces (Drehbuch, Produzent, Regieassistent)
- 1998: Marrakesch (Drehbuch, Regieassistent) (Hideous Kinky)
- 1999: Mauvaise passe (Dramaturg)
- 2007: Peek-a-boo (Drehbuch)
- 2009: Wayfaring Stranger (Drehbuch)
- 2010: Brilliantlove (Dramaturg)
- 2012: Aufzug - The Lift (Kurzfilm, Drehbuch)
- 2015: Dawn (Feature Film, Drehbuch)